# Zahara (Musikerin, 1983)

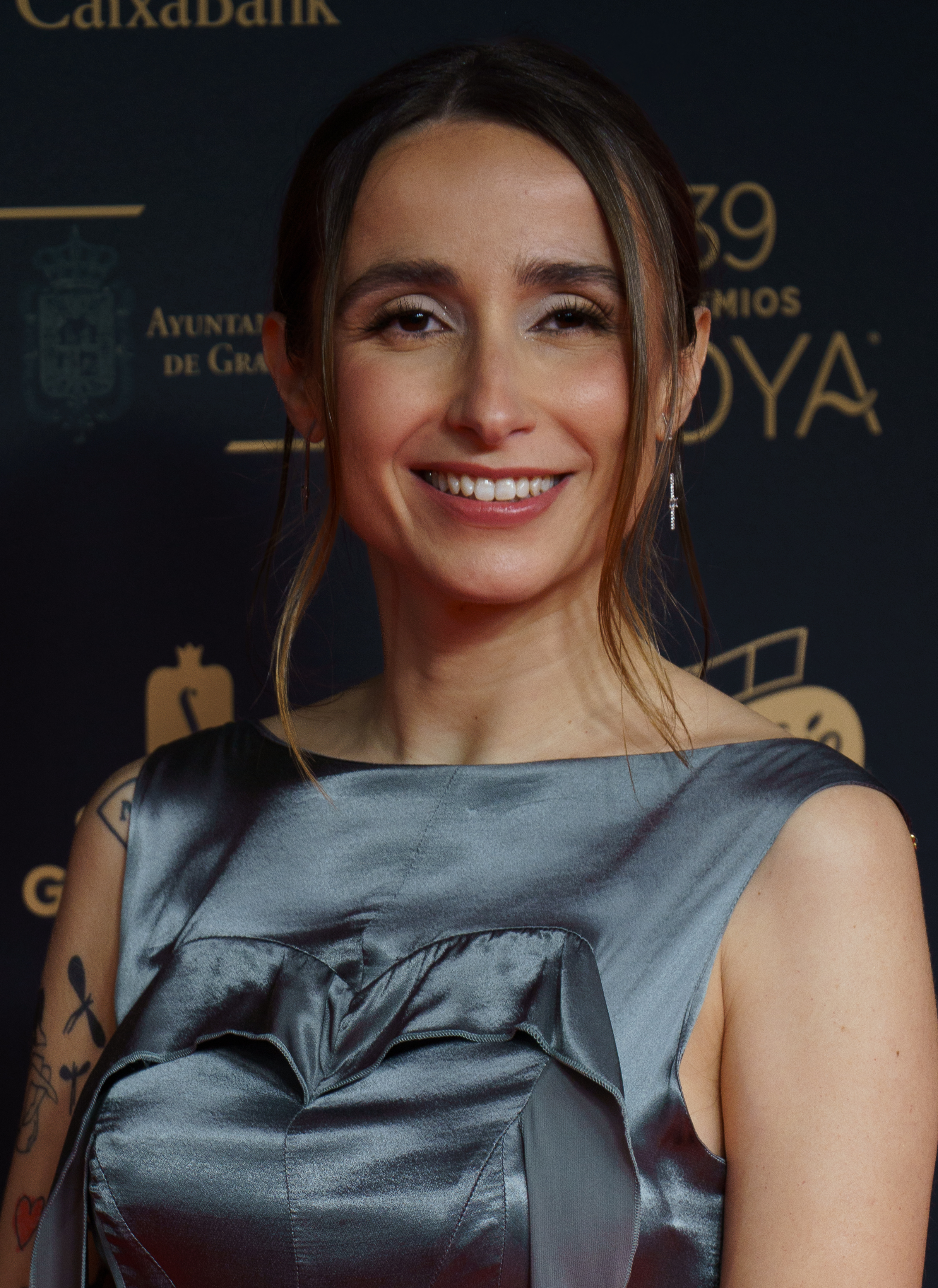
Zahara (2025)

Zahara (* 10. September 1983 in Úbeda; bürgerlicher Name María Zahara Gordillo Campos) ist eine spanische Singer-Songwriterin und Schriftstellerin.

## Leben
María Zahara Gordillo Campos wurde 1983 im südspanischen Úbeda geboren. Sie ist die Tochter eines Cousins des Liedermachers Joaquín Sabina.
Früh wandte sie sich der Musik zu und komponierte im Alter von 12 Jahren ihr erstes Lied Una palabra. Seit 1999 tritt sie mit ihrer Musik live auf. 
Zahara studierte zunächst Pädagogik an der Sebastián de Córdoba Schule sowie Grundlagen der Musik am Musikkonservatorium von Úbeda. Später studierte sie Musikunterricht in Almería und Granada.
2005 veröffentlichte sie im Eigenverlag ihr Album Día 913. 2009 erschien ihr erstes professionell produziertes Album La Fabulosa Historia De… bei Universal Music. 2011 folgte das bei Warner Music veröffentlichte Album La Pareja Tóxica. Seit dem Jahr 2015 betreibt sie ihr eigenes Label G.O.Z.Z. Records, auf dem sie seither regelmäßig Alben veröffentlicht.
Neben ihrer musikalischen Karriere verfasst Zahara auch Romane und tritt in Fernsehproduktionen wie Operación Triunfo auf.

## Diskografie

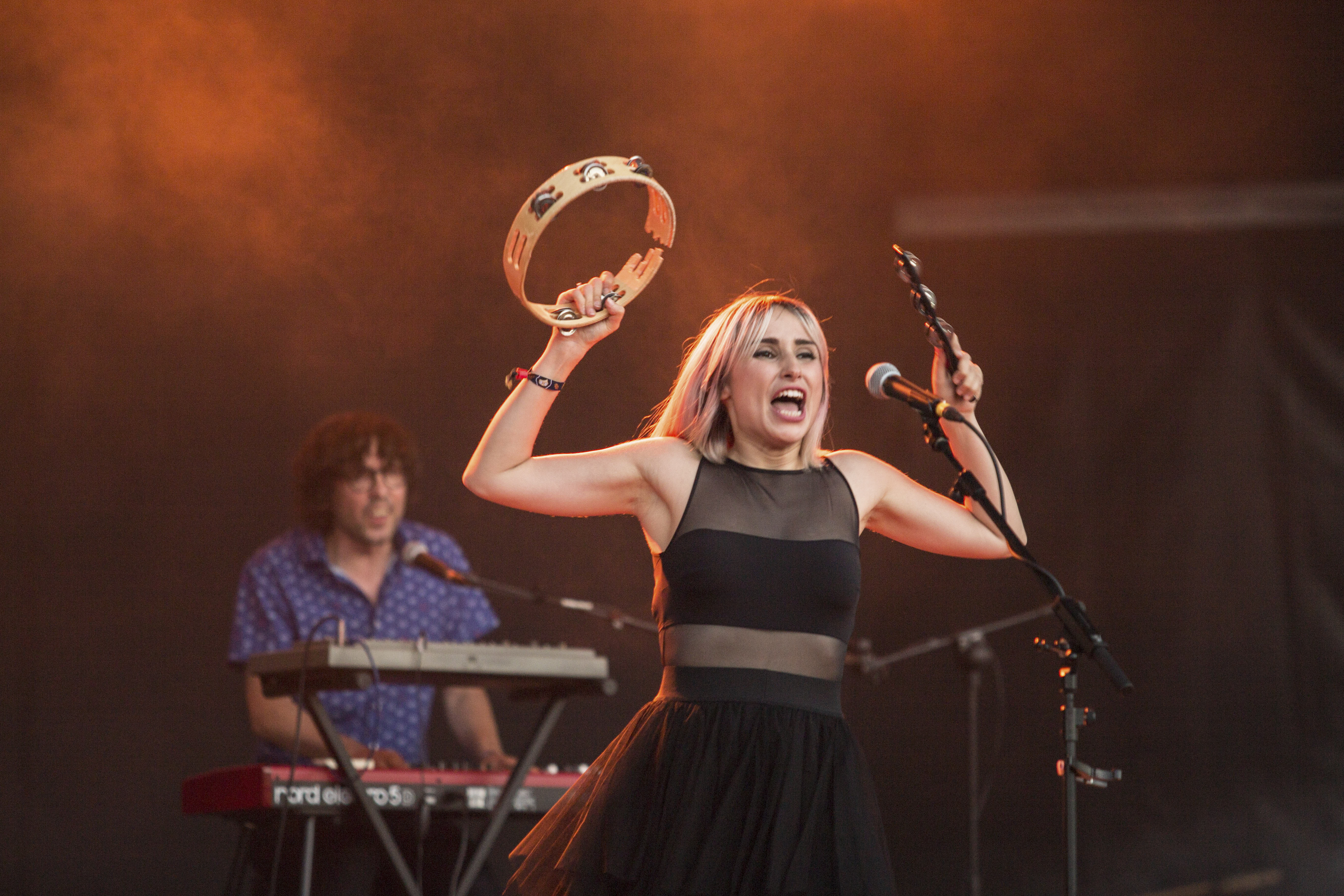
Zahara beim Festival Internacional de Benicàssim (2016)

### Alben
| Jahr | Titel Musiklabel                               | Höchstplatzierung, Gesamtwochen, AuszeichnungChartsChartplatzierungen (Jahr, Titel, Musiklabel, Platzierungen, Wochen, Auszeichnungen, Anmerkungen) | Anmerkungen                              |
| Jahr | Titel Musiklabel                               | ES | Anmerkungen                              |
| ---- | ---------------------------------------------- | --- | ---------------------------------------- |
| 2009 | La fabulosa historia de… Universal Music Group | ES23 (6 Wo.)ES | Erstveröffentlichung: 26. Mai 2009       |
| 2011 | La pareja tóxica Music Bus, Warner Music Spain | ES39 (2 Wo.)ES | Erstveröffentlichung: 22. November 2011  |
| 2015 | Santa G.O.Z.Z. Records                         | ES3 (8 Wo.)ES | Erstveröffentlichung: 21. April 2015     |
| 2018 | Astronauta G.O.Z.Z. Records                    | ES5 (16 Wo.)ES | Erstveröffentlichung: 16. November 2018  |
| 2021 | Puta G.O.Z.Z. Records                          | ES2 (15 Wo.)ES | Erstveröffentlichung: 30. April 2021     |
| 2022 | Reputa G.O.Z.Z. Records                        | ES11 (4 Wo.)ES | Erstveröffentlichung: 23. September 2022 |
| 2025 | Lento ternura G.O.Z.Z. Records                 | ES4 (… Wo.)ES | Erstveröffentlichung: 21. Februar 2025   |

Weitere Alben
- 2005: Día 913 (Fonoruz)
- 2022: Madre (G.O.Z.Z. Records)

### Singles
| Jahr | Titel Album                      | Höchstplatzierung, Gesamtwochen, AuszeichnungChartsChartplatzierungen (Jahr, Titel, Album, Platzierungen, Wochen, Auszeichnungen, Anmerkungen) | Anmerkungen |
| Jahr | Titel Album                      | ES | Anmerkungen |
| ---- | -------------------------------- | --- | ----------- |
| 2009 | Merezco La fabulosa historia de… | ES36 (2 Wo.)ES |             |

Weitere Singles
- 2005: Con las Ganas (ES: ×2Doppelplatin )
- 2010: Lucha de gigantes (mit Love of Lesbian, ES: Gold)
- 2013: Aire Ke Respiro (mit Erpeche, ES: Gold)
- 2018: Hoy la Bestia Cena en Casa (ES: Gold)

## Filmografie
- 2013: Leñador y la Mujer América (Kurzfilm)
- 2016: Unboxing (Kurzfilm)

## Romane
- 2017: Trabajo, piso, pareja (Aguilar)
- 2019: Teoría de los cuerpos: Descripción explícita de la correspondencia (Aguilar)

## Auszeichnungen und Nominierungen
- 2022: Premio El Ojo Crítico de Música Moderna[5]
- 2023: Latin Grammys – Nominierung für das Beste Alternative Album mit Reputa[6]